# Teoberto Maler
Teobert Maler (12 de enero de 1842 – 22 de noviembre de 1917), explorador italo-austro-alemán, fue un reputado mayista que dedicó su vida al descubrimiento y documentación de las ruinas de la cultura maya. 

## Juventud
Teobert Maler nació en Roma de padres alemanes. Hijo de un diplomático del Gran Ducado de Baden (Confederación Germánica), Maler estudió arquitectura e ingeniería en Karlsruhe, capital del mismo. 
A los 21 años, marchó a Viena, donde empezó a trabajar con el arquitecto Heinrich von Ferstel. Años más tarde adquirió la nacionalidad austríaca.
Impaciente por viajar, partió a México como soldado del emperador Maximiliano. No tardó en pasar de cadete a capitán. Después de rendirse a las fuerzas republicanas, decidió permanecer en el país; en ese momento cambió su nombre de Teobert a Teoberto, que resultaba más fácil de pronunciar en español.

## Fotógrafo
Maler desarrolló un gran interés por la fotografía y por las antigüedades de Mesoamérica. Como resultado de tales intereses hizo un gran trabajo de relevamiento y documentación de las ruinas precolombinas; en especial del área maya.
En 1876, hizo detalladas fotografías de Mitla, en el verano siguiente (1877) viajó a San Cristóbal de las Casas y visitó las ruinas de Palenque. En esa época había que abrirse camino a machetazos, y tuvo que reclutar un equipo de indígenas para internarse y poder hacer bosquejos, medir y fotografiar el lugar. No tardó en darse cuenta de que las primeras publicaciones que hablaban sobre Palenque eran muy limitadas y apenas hacían constar una pequeña parte de los edificios existentes. Mientras estaba allí, se presentó otro visitante, Gustave Bernoulli, botánico suizo que acababa de visitar Tikal, quien le confirmó que quedaba mucho por hacer en el mundo de las ruinas mayas.
En la primavera de 1878, Teoberto tuvo que regresar a Europa por un asunto económico relacionado con la herencia de su padre. Vivió en París, donde estudió todo lo que pudo encontrar sobre Mesoamérica. En 1884, habiendo heredado una pequeña fortuna, decidió volver a América y consagrarse al estudio de las antigüedades mayas.

## Arqueólogo en Yucatán

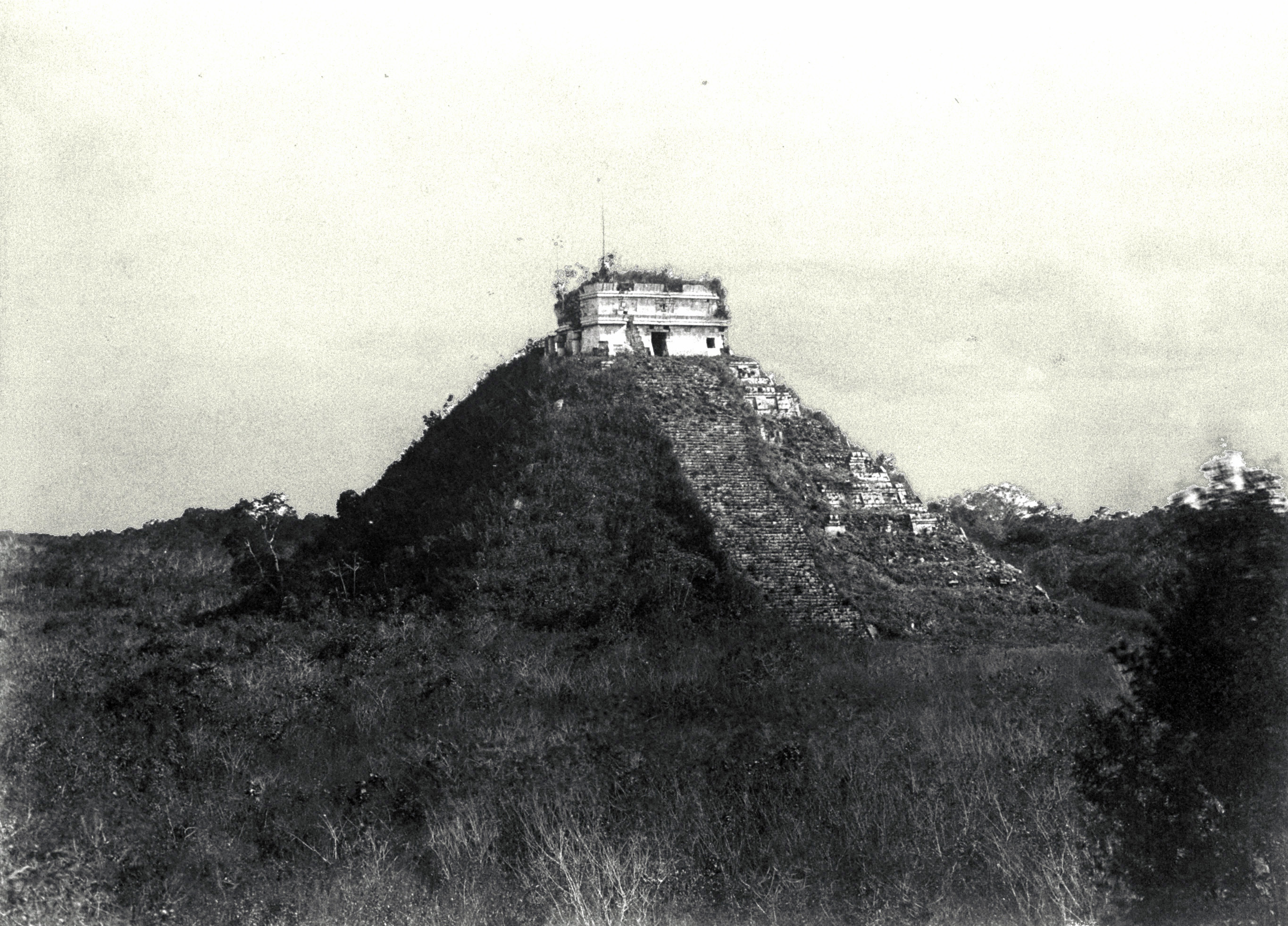
Fotografía del Templo de Kukulkán tomada por Maler en 1892.

Una vez en Yucatán, adquirió una casa en el pueblo de Ticul, donde instaló un pequeño estudio fotográfico y aprendió la lengua maya. Unió su trabajo como fotógrafo con la exploración arqueológica de la región. Empezó visitando las ruinas más conocidas, como Chichén Itzá y Uxmal. En la primera vivió tres meses y documentó el lugar mejor que nadie hasta ese momento. Su intención, sin embargo, era trabajar en lugares nunca antes visitados, por lo cual recorrió el Petén, navegó por los ríos La Pasión y Usumacinta, en Guatemala y visitó el estado mexicano de Chiapas. 
A partir de 1898, Maler colaboró con el Instituto Peabody de la Universidad de Harvard. Entre ese año y 1905, exploró las ruinas de Ceibal por cuenta de esa institución, en cuyas publicaciones daba cuenta de sus hallazgos. No obstante, los largos períodos durante los cuales exploraba la selva y era difícil la comunicación, hicieron que el acuerdo con el Instituto Peabody terminara en 1909. A pesar de esos siguieron apareciendo contribuciones suyas hasta 1912.
Maler fue un pionero en la conservación del patrimonio arqueológico al denunciar ante el gobierno mexicano la costumbre de los exploradores de llevarse piezas de los lugares arqueológicos a sus países. Fue el caso del ex-cónsul estadounidense Edward Herbert Thompson, quien haciéndose pasar por académico interesado en la cultura maya, saqueó durante un tiempo, desde la finca que había comprado, los vestigios del cenote sagrado de Chichén Itzá para vender en su país las piezas que extrajo.

## Exploración en Tabasco

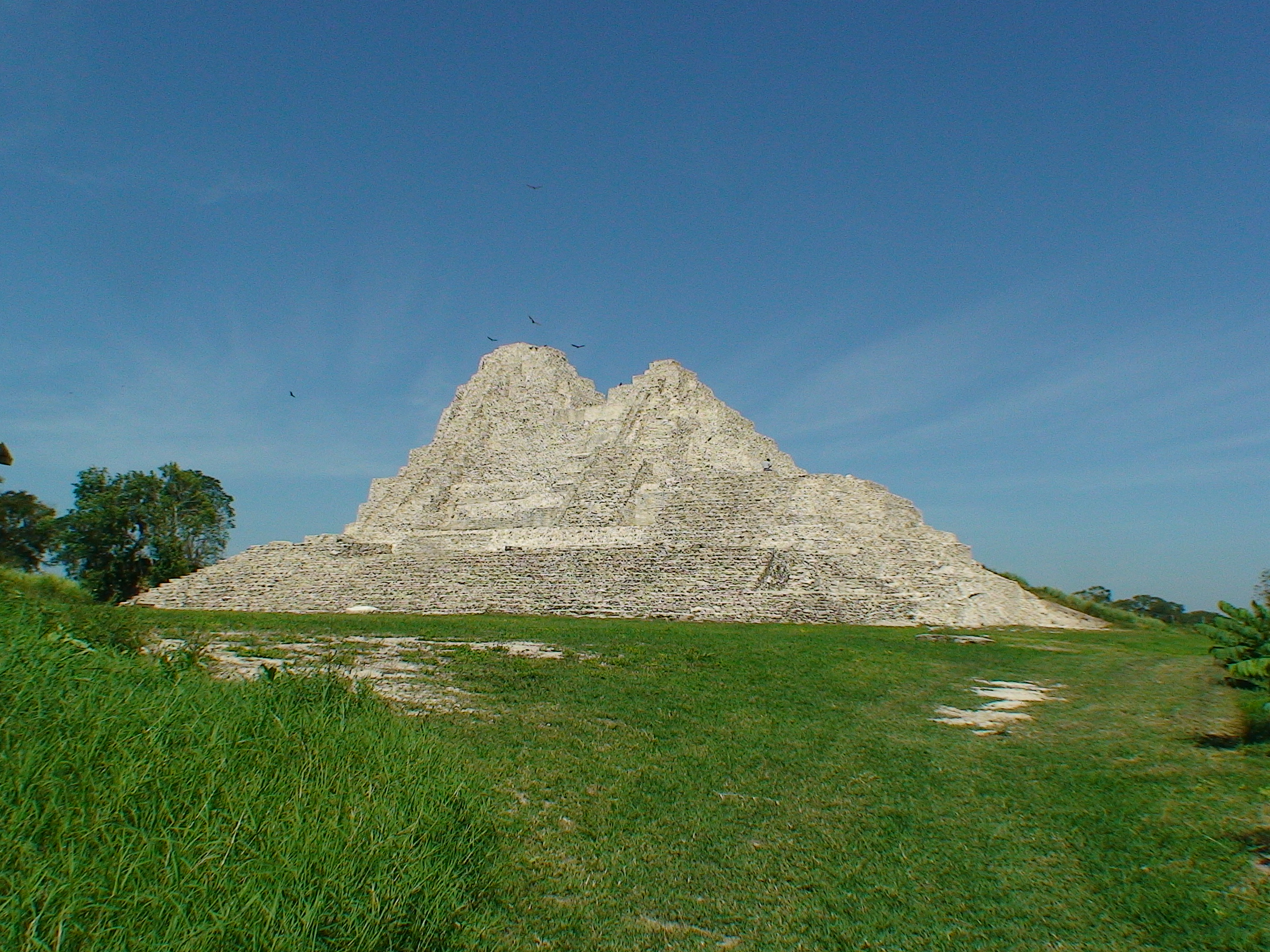
Zona arqueológica de Moral Reforma, en Tabasco. Descubierta por Maler en 1907.

En 1907 después de una larga expedición en la selva de Tabasco descubrió el sitio arqueológico de Moral-Reforma en el municipio de Balancán. Durante esa expedición, Maler viajó de la ciudad de Tenosique de Pino Suárez, Tabasco, a la parte central del río Usumacinta, durante su recorrido, escuchó relatos de los lugareños que señalaban la presencia de grandes montículos de tierra cubiertos por vegetación, que escondían pirámides prehispánicas. Maler consignó el sitio en sus notas con el nombre de "La Reforma" siendo el primero en darlo a conocer. En la actualidad,  es conocido con el nombre de zona arqueológica de Moral Reforma.

## Últimos años
En sus últimos años, Maler vivió casi como un misántropo. Como resultado de inversiones que perdieron su valor durante la crisis económica de Yucatán en 1907, se quedó casi sin dinero y sobrevivió vendiendo fotos a coleccionistas, turistas y jóvenes arqueólogos y dando clases de arte maya en la Escuela de Bellas Artes de Mérida. 
En 1910 viajó a Europa para intentar encontrar quien le publicara sus estudios, pero no tuvo éxito y sólo consiguió vender algunos trabajos a la Biblioteca Nacional de Francia en París, regresando a la ciudad de Mérida donde murió el 22 de noviembre de 1917, a los 75 años de edad. En su testamento, que dictó apenas un día antes de morir, estableció cómo sus muchas fotografías, libros de notas y contribuciones académicas deberían ser distribuidos.
Muchos de sus escritos fueron publicados post-mortem, algunos incluso en la década de 1990.
El Fondo Audiovisual del Centro de Apoyo a la Investigación Histórica de Yucatán resguarda la Colección Fotográfica "Teoberto Maler”